# Азізян Ірина Атиківна
Ірина Атиківна Азізян (рос. Ирина Атыковна Азизян, 9 квітня 1935 Москва — 22 червня 2009, Москва) — російський мистецтвознавець, архітектор, живописець. Доктор мистецтвознавства, професор, член Спілки художників та Спілки архітекторів Росії, почесний архітектор РФ, радник РААБН, експерт Фонду К. С. Малевича, член правління Асоціації мистецтвознавців.

## Біографія
Закінчила у 1960 році МАРХІ за спеціальністю «архітектор» та аспірантуру МАРХІ кафедри живопису. У 1968 році захистила кандидатську дисертацію за темою «Проблеми композиційної єдності пластичних мистецтв в сучасному архітектурному ансамблі», у 1988 — докторську дисертацію «Взаємодія архітектури з іншими видами мистецтва». Із 1968 по 1989 рік працювала у МАРХІ — викладала «Введення в архітектурне проектування» (1968–1970) і живопис на кафедрі живопису (1974–1989). З 1988 року очолювала відділ теорії архітектури в РААБН. Сфера наукових інтересів — російський авангард, взаємодія архітектури та образотворчих мистецтв у культурі. Автор понад 500 наукових публікацій. В останні роки життя працювала над монографією про скульптора і художника Олександра Архипенка, яка була видана посмертно.
Персональні художні виставки в Москві у 1967, 1975, 1985, 1988, 1995, 2005 рока. Роботи Азізян знаходяться в Музеї Сходу, Державному музеї архітектури Щусєва, Алупкінському палаці-музеї, у приватних збірках в Росії (Москва, Санкт-Петербург), Вірменії (Єреван), Румунії, Іспанії, США. Велика частина мальовничої спадщини присвячена Вірменії та Криму.
Батько — Азізян Атик Кегамовіч (1899–1977), партійний діяч, доктор історичних наук. Сестра — Олена Азізян (1931–1984), філолог, поет. Чоловік — Карзанов Юрій Костянтинович (1932–2010) — архітектор, член Спілки архітекторів (1963), 1967–1999 — головний спеціаліст «Гіпрогора» (Москва).

## Галерея

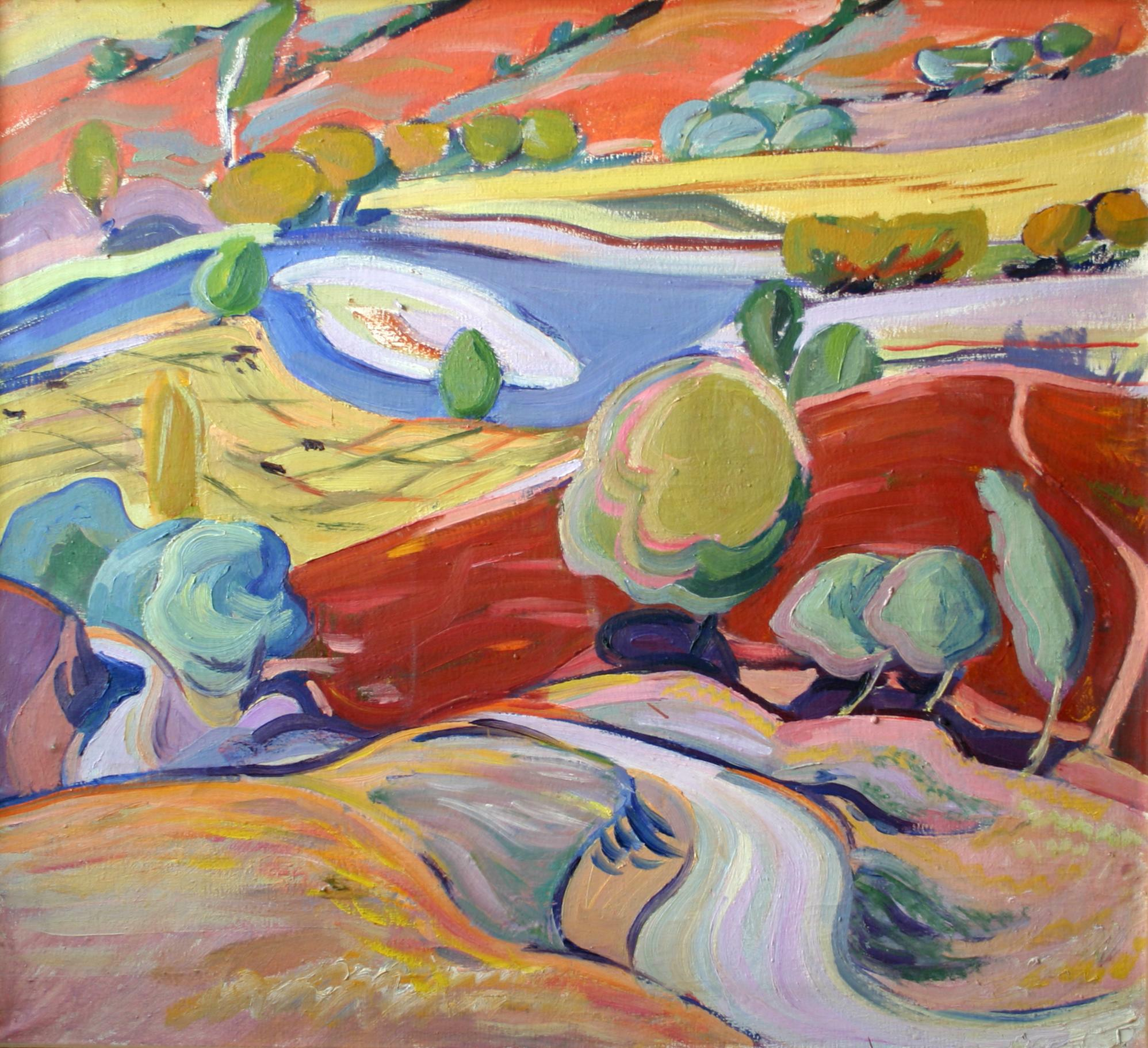
Арені. Пейзаж з рисовим полем. 1965
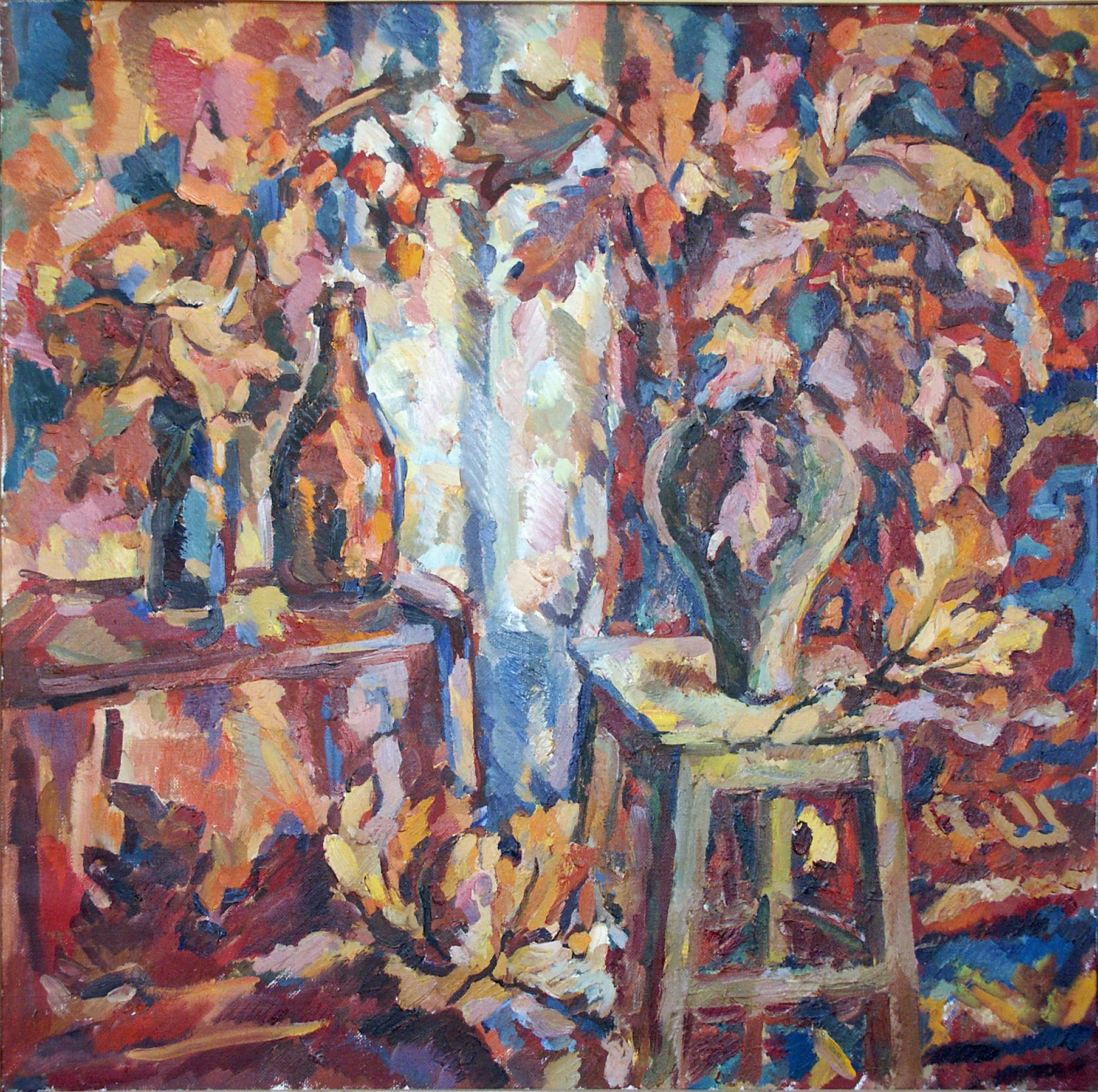
Червоне листя. 1978
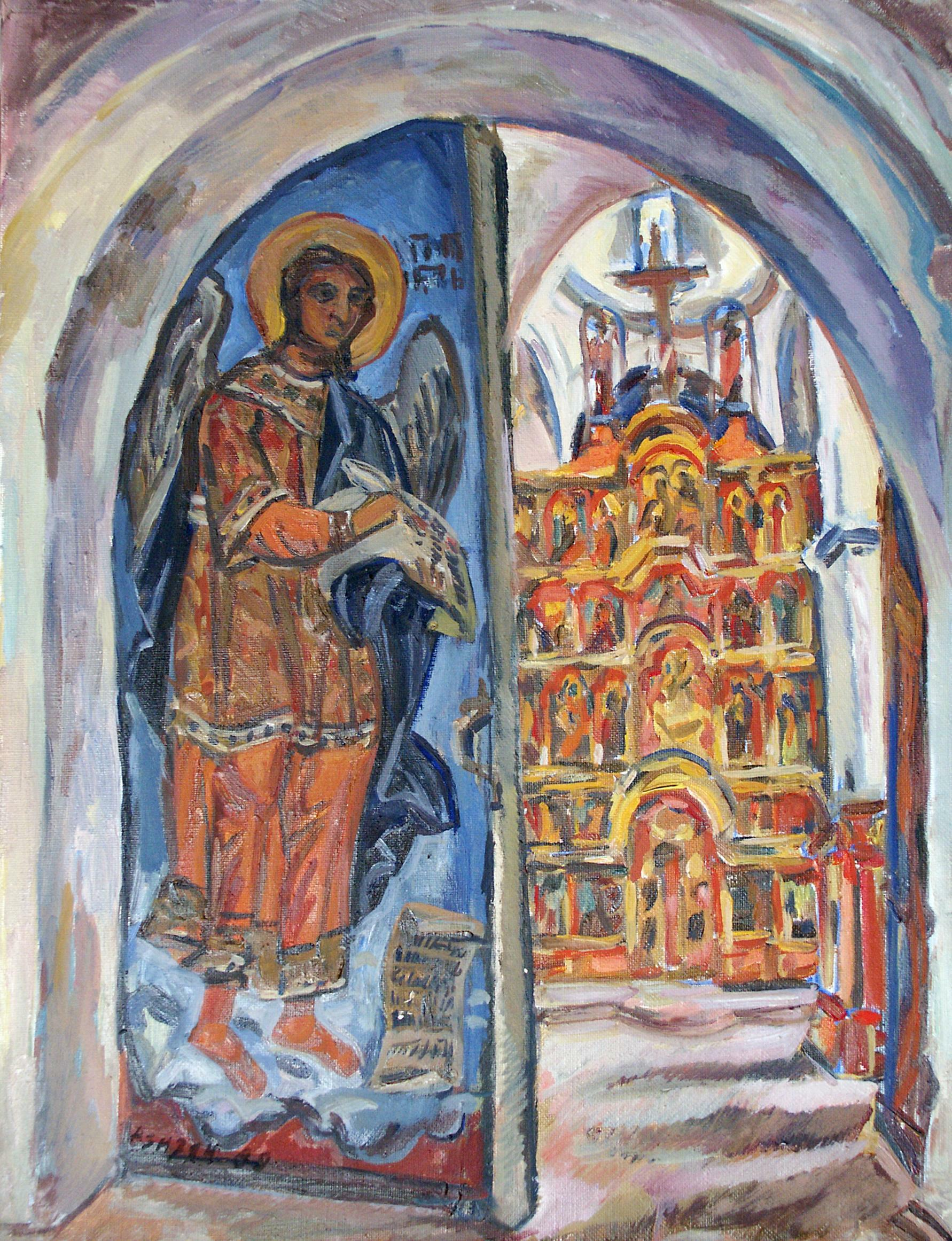
Христорождественський собор. Введення у храм. Каргополь. 1988
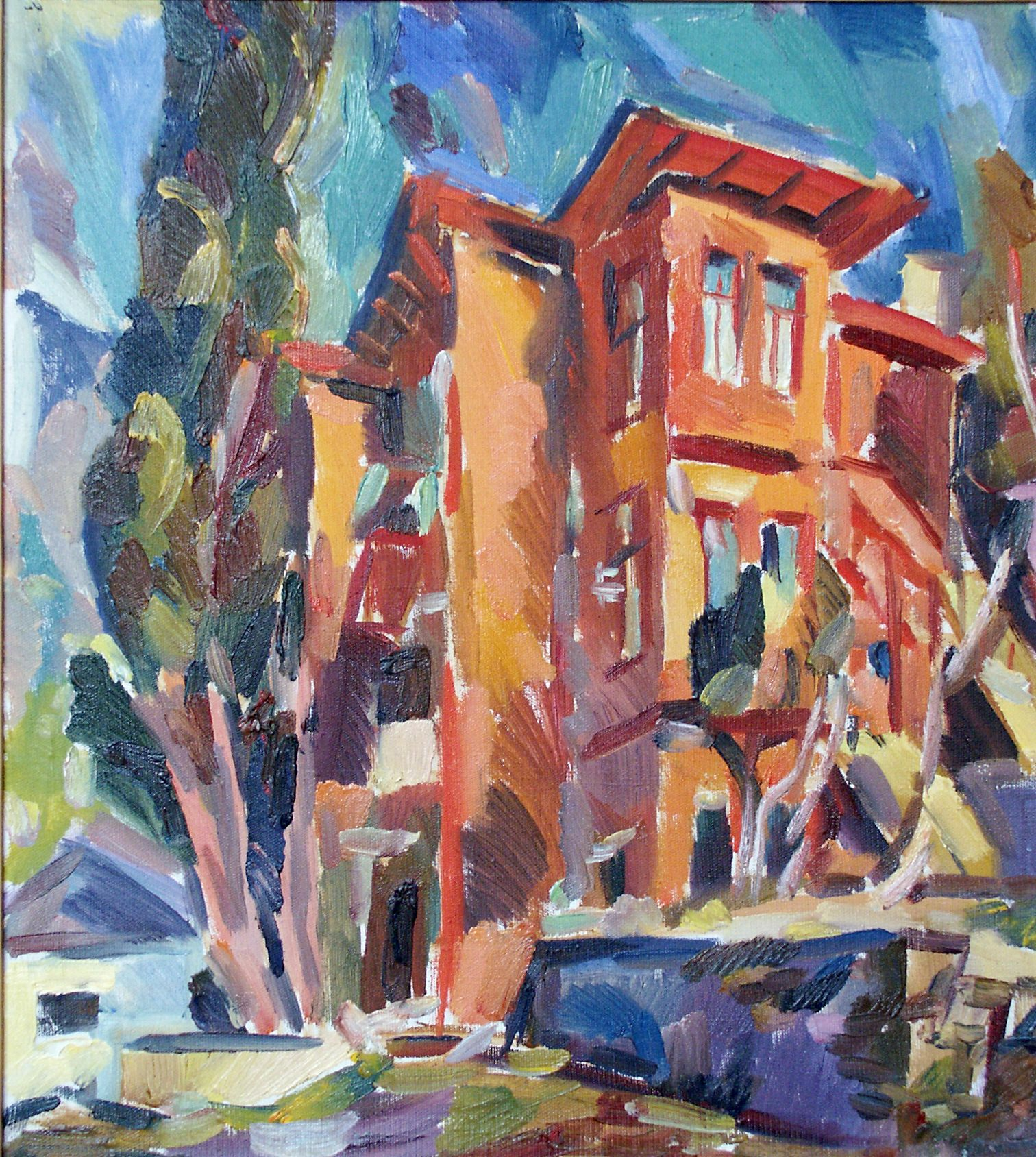
Червоний будинок. Гурзуф. 1988
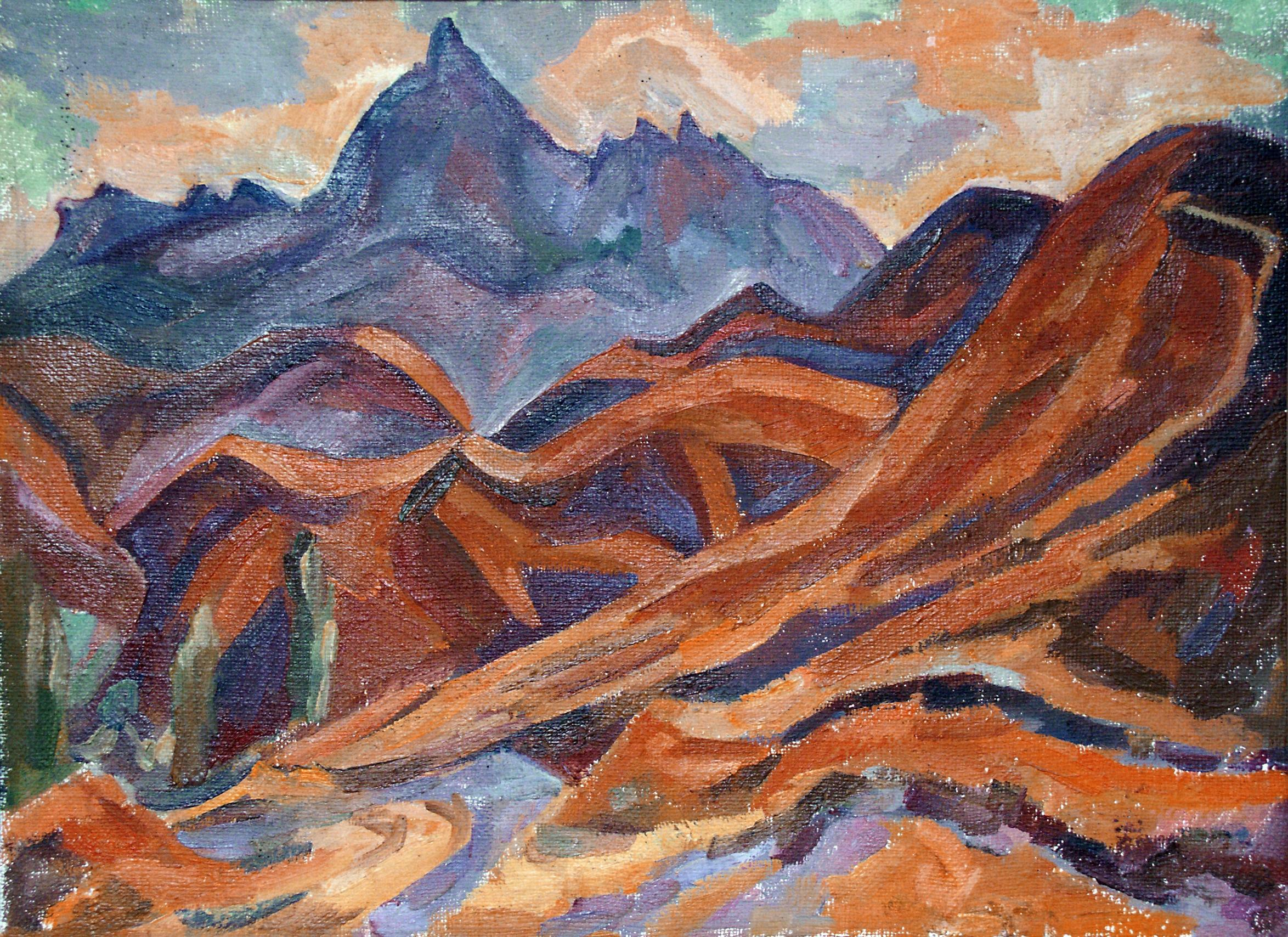
Кіммерійський пейзаж. 1992
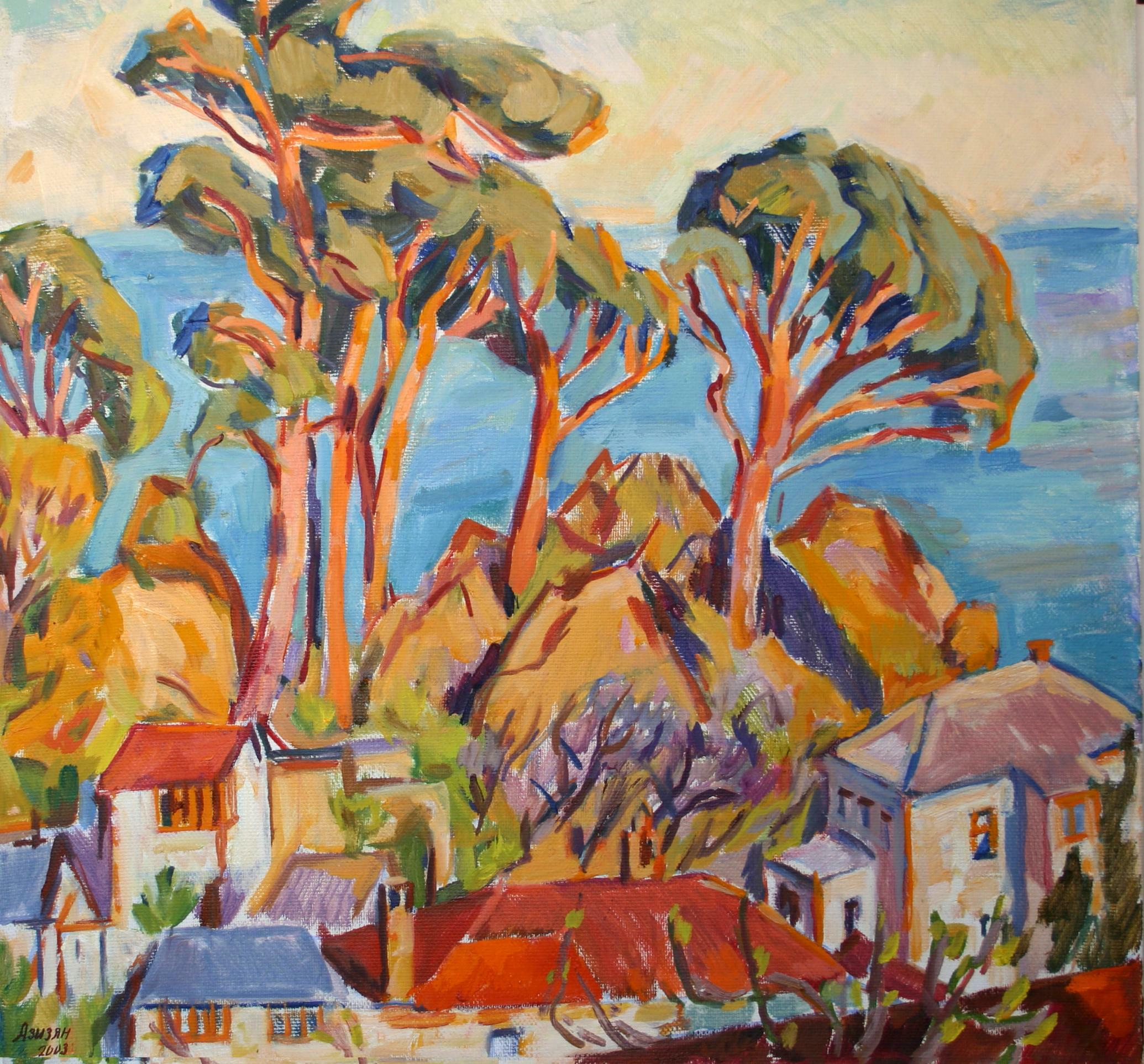
Пінії на гірці. Алупка. 2003
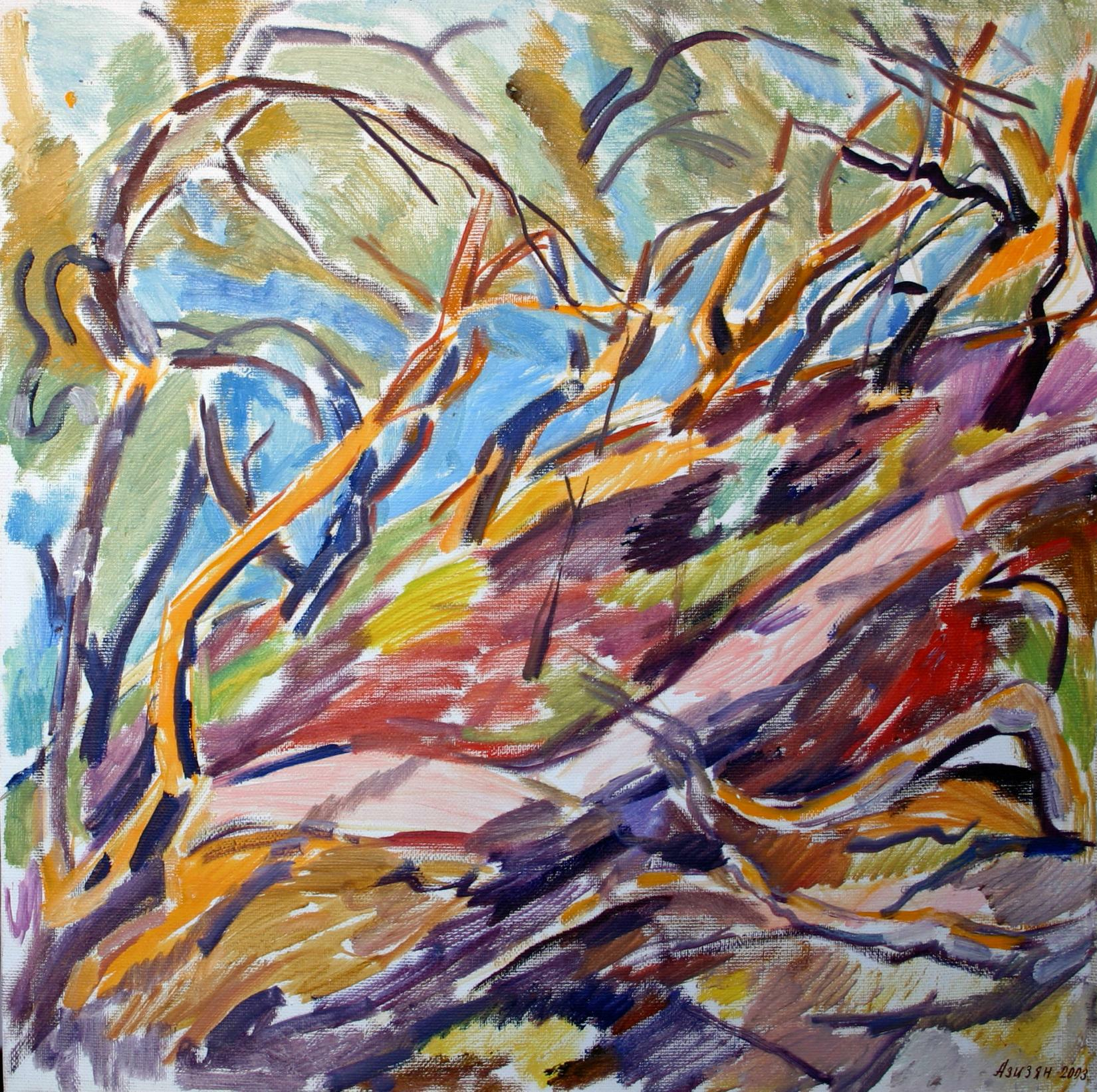
П'яний гай-1. Алупка. 2003
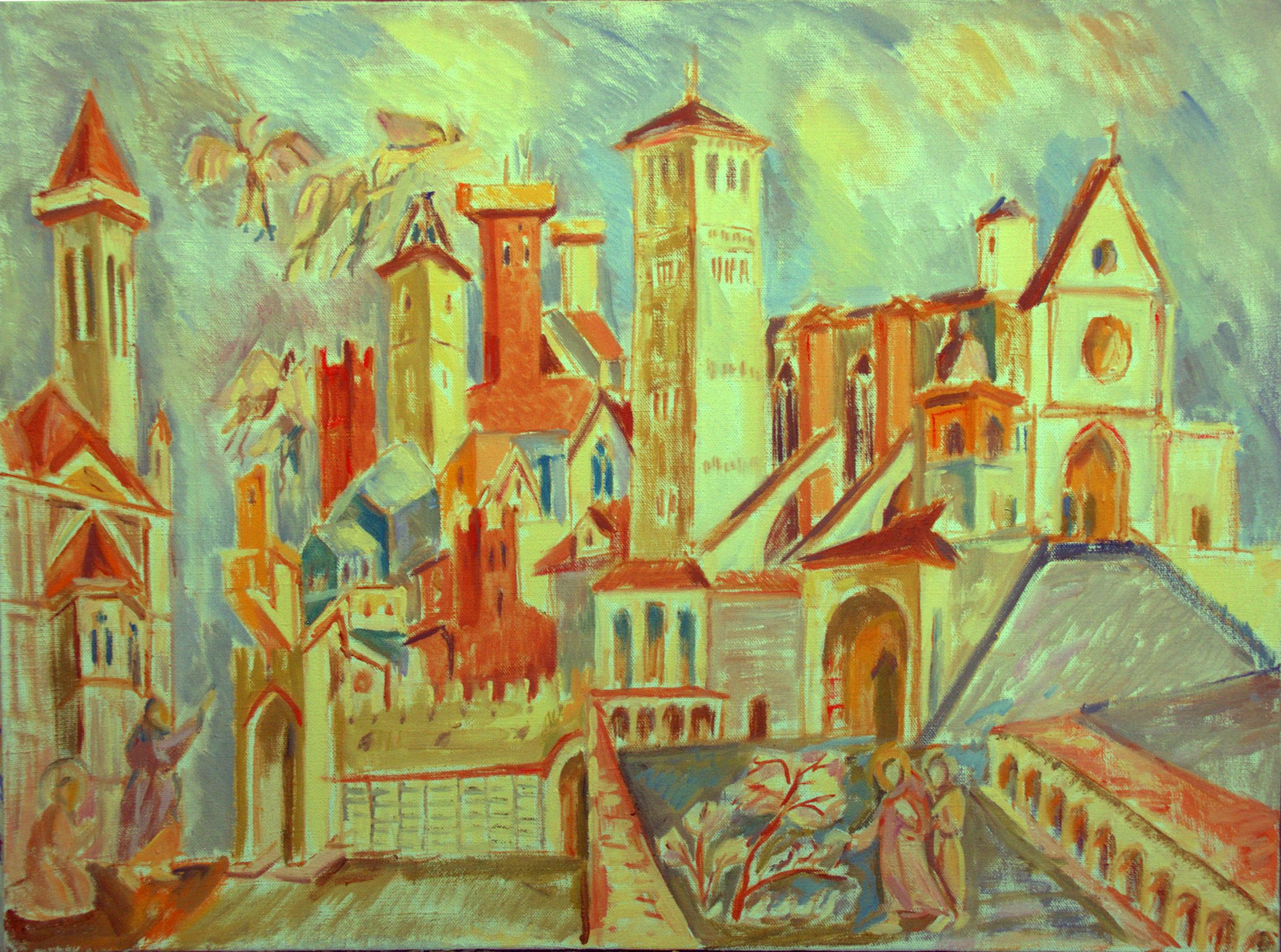
Міста Тоскани. Ассізі. 2004

## Праці
- Азизян И. А. в соавт. с И. В. Ивановой. Памятники вечной славы: Концепции и композиция. — М.: Стройиздат, 1976. — 208с.
- Азизян И. А. Памятные ансамбли. Тенденции формирования // Архитектурная композиция жилых и общественных комплексов. — М.: Стройиздат, 1976. — 159с. С. 99—155.
- Азизян И. А. Многоаспектность взаимных влияний искусств в культуре // Теория архитектуры / Сборник научных трудов под ред. И. А. Азизян. — М.: ЦНИИПградостроительства, 1988.
- Азизян И. А. Поэтика света в городе // Городская среда. Дизайн. Архитектура / Сборник научных трудов под ред. И. А. Азизян. В двух частях. Ч.2. — М.: ВНИИТАГ, 1990.
- Азизян И. А. Взаимодействие искусств как явление культуры // Архитектура и культура: Сборник материалов Всесоюзной научной конференции. Сост. сб. И. А. Азизян, Г. С. Лебедева, Е. Л. Беляева. — Ч.I. — М.: ВНИИТАГ, 1990. — C.14—19.
- Азизян И. А. Метаморфозы взаимодействия искусств в отечественной культуре 1930-х годов // Архитектура и культура / Сборник научных трудов под ред. И. А. Азизян, Н. Л. Адаскиной. — М.: ВНИИТАГ, 1991.
- Азизян И. А. Андрей Белый о взаимодействии искусств // Вопросы искусствознания. — 1994. — № 4.
- Азизян И. А. «Образ мира» и «картина мира» как методологическая категория // Вопросы теории архитектуры: Образ мира в архитектуре / Сборник научных трудов под ред. И. А. Азизян. — М.: НИИТАГ РААСН, 1995. — 225с.
- Азизян И. А. «Серебряный век» русской культуры как Возрождение // Вопросы теории архитектуры: Образ мира в архитектуре / Сборник научных трудов под ред. И. А. Азизян. — М.: НИИТАГ РААСН, 1995. — 225с.
- Азизян И. А. Сложение национальной цветовой картины мира в архитектуре // Вопросы теории архитектуры: Образ мира в архитектуре / Сборник научных трудов под ред. И. А. Азизян. — М.: НИИТАГ РААСН, 1995. — 225с.
- Азизян И. А. Парадоксы 1930-х гг.: идеи синтеза, бытие супрематизма // Вопросы искусствознания. — 1995. — № 1. — С.142—170.
- Азизян И. А. Архитектура в художественной культуре: Теоретические проблемы взаимодействия искусств. — М.: РААСН, 1996. — 160с. — ISBN 5-88817-007-0
- Азизян И. А. Архитектура в отечественной художественной культуре ХХ века. Диалог и взаимодействие искусств // Образы истории отечественной архитектуры Новейшего времени / Науч. ред. А. В. Иконников. — М.: НИИТАГ РААСН, 1996.
- Азизян И. А. Мастерская монументальной живописи: поиски живой связи искусств // Российская академия архитектуры и строительных наук — предыстория, традиции, преемственность. Сборник по теме акад. чтений, состоявшихся 19 марта 1996 г. / Гл. ред. А. В. Иконников. — М.: РААСН, 1996. — 143с. — ISBN 5-88817-009-7
- Азизян И. А. Концепция взаимодействия искусств и генезис диалогизма XX века (Вячеслав Иванов и Василий Кандинский) // Авангард 1910-х — 1920-х годов. Взаимодействие искусств / Отв.ред. Г. Ф. Коваленко. — М.: Государственный институт искусствознания, 1998.
- Азизян И. А. Москва В. В. Кандинского // Архитектура в истории русской культуры. Вып. 2: Столичный город / Отв. ред. И. А. Бондаренко. — М.: УРСС, 1998. — 323с. ISBN 5-88417-145-9 — С.66—71.
- Азизян И. А. Итальянский футуризм и русский авангард // Искусствознание. — 1/99. — С.300—329.
- Азизян И. А. Становление модернистской ментальности // Искусствознание. — 1/00. — С.227—256.
- Азизян И. А. Первая волна скульптурного авангарда: Архипенко, Цадкин, Липшиц // Русский авангард 1910—1920-х годов в европейском контексте / Отв. ред. Г. Ф. Коваленко. — М.: Наука, 2000. — ISBN 5-02-011659-9 — С.145—153.
- Азизян И. А. Тема единства в супрематической теории Малевича // Архитектура в истории русской культуры. Вып.3: Желаемое и действительное / Под ред. И. А. Бондаренко. — М. : УРСС, 2001. —328с. — ISBN 5-8360-0043-3
- Азизян И. А. Диалогизм в теоретической рефлексии лидеров русского авангарда // «0.10». Научно-аналитический информационный бюллетень Фонда К. С. Малевича. — 2001. — № 1.
- Азизян И. А. Рождение диалогизма сознания XX века // Вопросы теории архитектуры: Архитектурное сознание XX–XXI веков: разломы и переходы / Сборник научных трудов под ред. И. А. Азизян. — М.: Эдиториал УРСС, 2001. — 288с. — ISBN 5-8360-0351-3 С. 7—89.
- Азизян И. А. Диалог искусств Серебряного века. — М.: Прогресс-Традиция, 2001. — 400с. — ISBN 5-89826-090-0
- Теория композиции как поэтика архитектуры / Отв. ред. И. А. Азизян. — М.: Прогресс-Традиция, 2002. — 568с. — ISBN 5-89826-123-0 Раздел, написанный И.Азизян: Ч.2: Теория композиции и поэтика архитектуры модернизма.
- Азизян И. А. К. Малевич и И. Клюн: от футуризма к супрематизму и беспредметному творчеству // «0.10». Научно-аналитический информационный бюллетень Фонда К. С. Малевича. — 2001. — № 2.
- Азизян И. А. в соавт. с М. Савченко. Конечные и бесконечные ресурсы архитектуры // ACADEMIA. Архитектура и строительство. — 2003. — № 4.
- Азизян И. А. Ар Деко: диалог и компромиссы // Искусствознание. — 1/03. — С.395—449.
- Азизян И. А. Символистские истоки авангарда. Символ в поэтике авангарда // Символизм в авангарде / Отв. ред., сост. Г. Ф. Коваленко. — М.: Наука (издательство), 2003 (Серия: Искусство авангарда 1910—1920-х годов). — 443с. — ISBN 5-02-022743-9 — С.23—33.
- Азизян И. А. Коллаж в скульптурных картинах А.Архипенко // Русский авангард 1910—1920-х годов: проблема коллажа / Под ред. Г. Ф. Коваленко. — М.: Наука, 2005 (Серия: Искусство авангарда 1910—1920-х годов). — 430с. — ISBN 5-02-033902-4 — С.87—116.
- Азизян И. А. Теоретическое наследие В. В. Кандинского в художественном сознании XX века // Вопросы теории архитектуры: Архитектурно-теоретическая мысль Нового и Новейшего времени / Сборник научных трудов под ред. И. А. Азизян. — М.: КомКнига, 2006. —384с. — ISBN 5-484-00347-4 — С. 189–249.
- Азизян И. А. Теоретическое наследие В. В. Кандинского в третьем тысячелетии // ACADEMIA. Архитектура и строительство. — 2007. — № 1. — С.33—37.
- Азизян И. А. Искусство Кирилла Миронова — зодчего, философа, художника // ACADEMIA. Архитектура и строительство. — 2007. — № 3. — С.33—36.
- Азизян И. А. Александр Быховский: ступени творчества-бытия. — М.: Галарт, Дом еврейской книги, 2007. — 288 с.:илл. — ISBN 978-5-269-01055-7
- Азизян И. А. Александр Архипенко: Предвоенные парижские годы (1908–1914) // Искусствознание. — 2/08. — С.211—253.
- Азизян И. А. Диалог искусств XX века: Очерки взаимодействия искусств в культуре. — М.: Издательство ЛКИ, 2008. — 592 с. — ISBN 978-5-00635-2
- Очерки истории и теории архитектуры Нового и Новейшего времени / Под. ред. И. А. Азизян. — СПб.: Коло, 2009. — 656с. — ISBN 5-901841-56-3 Разделы, написанные И.Азизян: Главы 10: Становление модернистского сознания; 11: Теоретическое осознание рождения авангарда и модернизма; 19: Отечественная теория архитектуры в круге гуманитарного знания; 20: Проблематика и методология диссертационных исследований архитектуры 1989–2005 годов.
- Азизян И. А. Неизвестная Пологова // Искусство в современном мире. Сборник статей. Вып.3 / Отв. ред. М. А. Бусев. — М.: Памятники исторической мысли, 2009. —411с. С.77—80.
- Азизян И. А. Скульптура Леонида Баранова в духовном оплотнении пространства культуры // Искусство в современном мире. Сборник статей. Вып.3 / Отв. ред. М. А. Бусев. — М.: Памятники исторической мысли, 2009. —411с. — С.129—138.
- Азизян И. А. Философские вопросы рассмотрения взаимосвязи архитектуры и культуры // Вопросы теории архитектуры: Архитектура и культура России в XXI веке / Под ред. И. А. Азизян. — М.: Книжный дом «Либроком», 2009. —472с. — ISBN 978-5-397-00389-6 — С.9—42.
- Азизян И. А.(1935–2009). Инобытие ар-деко в отечественной архитектуре // Архитектура сталинской эпохи: Опыт исторического осмысления / Сост. и отв. ред. Ю. Л. Косенкова. М.: КомКнига, 2010. —496с. — ISBN 978-5-484-01138-4
- Азизян И. А.(1935–2009). Скульптурные картины и другие произведения Александра Архипенко военных лет // Искусствознание. —2010. —№ 1—2.
- Азизян И. А. Александр Архипенко. — М.: Прогресс, 2010. — 624 с.:илл. — ISBN 978-5-89826-368-3